# Station d'épuration des eaux usées d'Aïre
La Station d'épuration des eaux usées d'Aïre est la principale station d'épuration (STEP) du canton de Genève, mise en service en 1967 et reconstruite en 1998-2003. Elle est située dans une boucle du Rhône à Aïre, commune de Vernier. Depuis 2013, elle produit du biogaz. La capacité de traitement de la STEP est de 600 000 équivalents-habitants. Des travaux sont en cours pour agrandir la station d'épuration, améliorer ses performances de traitement et son rendement énergétique.
« Les exégètes considèrent la Verseuse (le bâtiment administratif) comme « un exemple évocateur du courant brutaliste de l’architecture d’après-guerre à Genève » et lui confèrent « une valeur exceptionnelle » ».

## Historique

### Contexte
En 1953, un arrêté fédéral introduit la protection des eaux contre la pollution dans la constitution (article 24quater), adopté en votation le 6 décembre 1953. Une loi fédérale sur la protection des eaux entre en vigueur le 1er janvier 1957. Le canton de Genève se doit de préserver la qualité de l’eau du Rhône, il débute un plan d’assainissement en 1958 et adopte la loi genevoise sur les eaux le 5 juillet 1961. La station d’épuration d’Aïre est terminée en juin 1967, cinq ans après la mise en service des collecteurs de concentration des eaux usées de part et d’autre de la partie genevoise du Léman, deux ans après la réalisation des collecteurs situés au long du Rhône et de l’Arve menant à la station de pompage de Saint-Jean. D'autres constructions font partie de ce vaste chantier : les usines de destruction des ordures ménagères à Villette, Richelien et aux Cheneviers (1966), et des stations d’épuration locales à Villette, Hermance, nant d’Aisy, plaine de l’Aire et au Grand-Saconnex. Le coût total est d’environ 210 millions de francs, dont 60 millions pour la station d’Aïre. Le résultat est que le canton de Genève atteint en 1968 un taux de 98 % d’épuration des eaux usées (un record suisse).

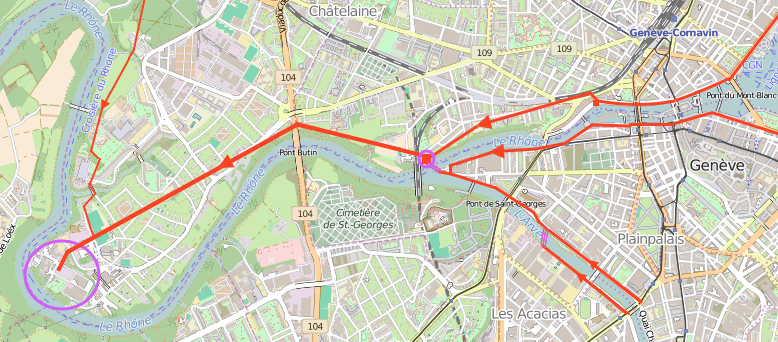
Schéma des collecteurs, avec à gauche la station d’Aïre.

### Construction et architecture
Le complexe industriel a été conçu par l'architecte genevois Georges Brera, sous la responsabilité de son jeune collaborateur Peter Böcklin, et réalisée de 1964 à 1967. Il a fallu trouver des solutions appropriées car il n'existait alors aucun exemple architectural d'installation où les eaux usées viennent d'une station de pompage, puis sont distribuées au sein d'un complexe industriel.
Georges Brera intègre les installations dans une boucle du Rhône, où se trouvait une décharge publique, et crée un sentier au long du fleuve. Les bassins de décantation, les collecteurs et réacteurs sont ordonnés dans un grand rectangle fonctionnel. Le bâtiment administratif est un peu à l'écart, dans l'axe de l'accès, il domine le fleuve et apparaît comme un repère dans le paysage.

Vue aérienne, 1968
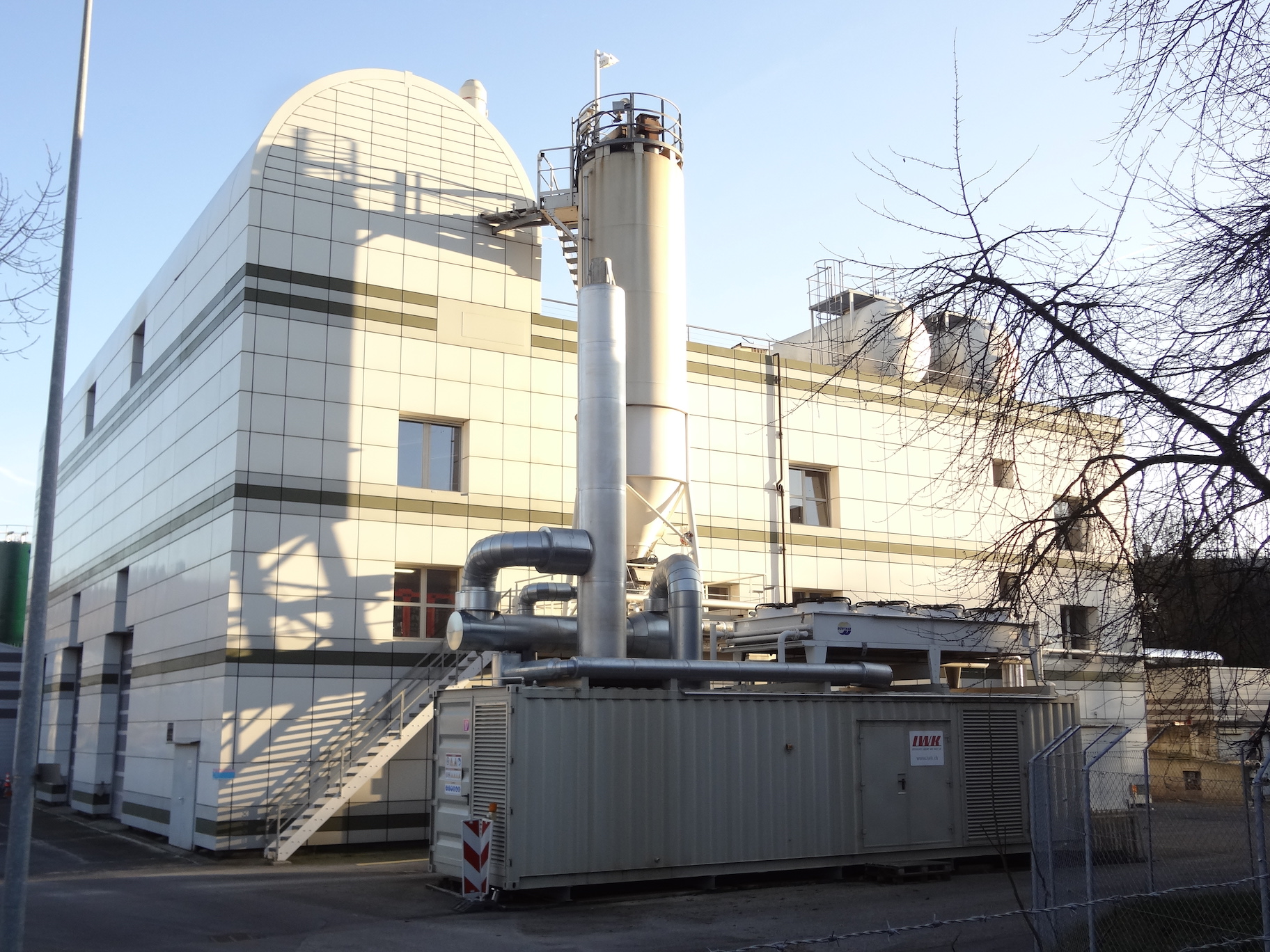
Installations, 2018
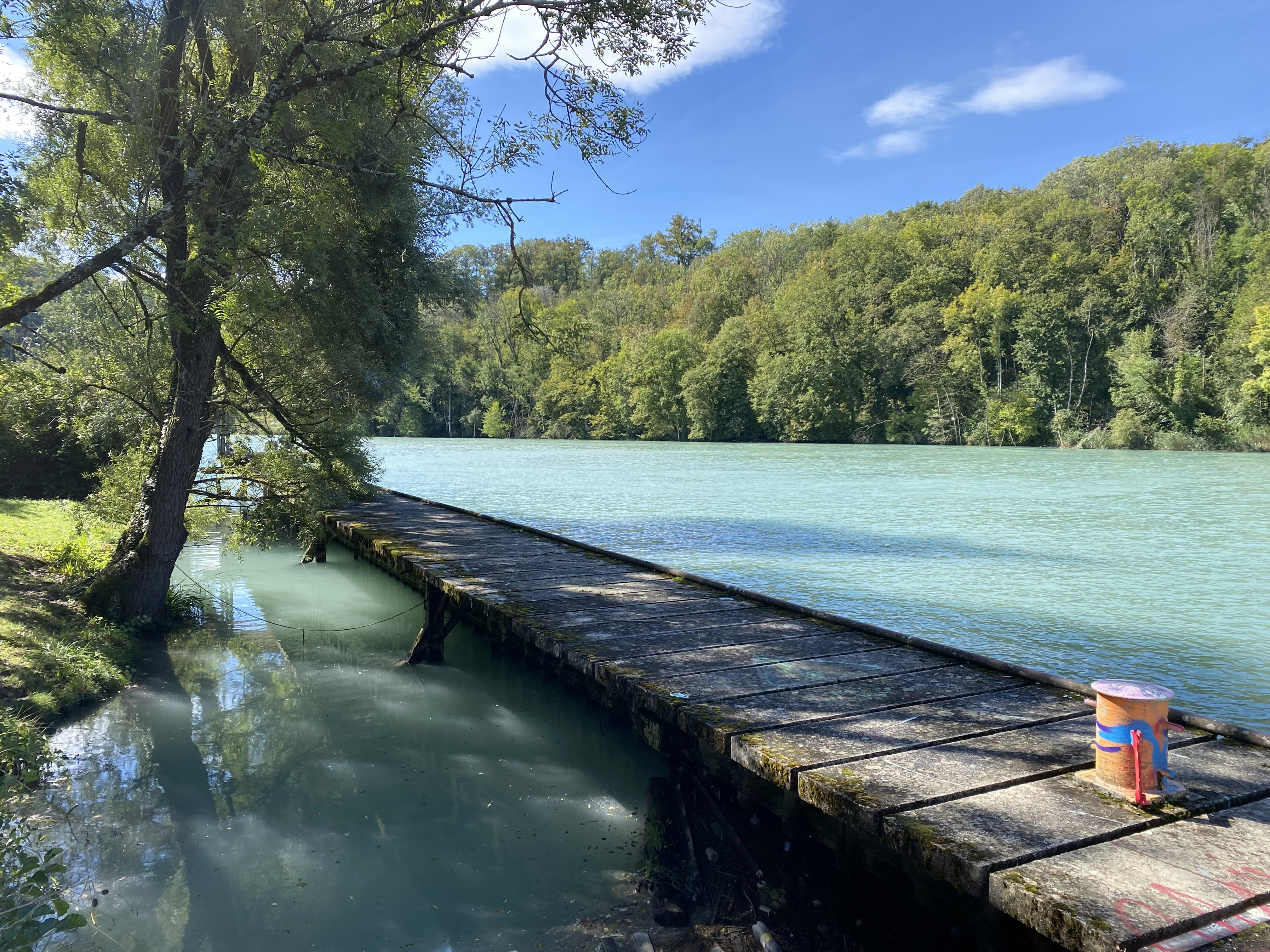
Jetée sur le Rhône

Selon Franz Graf, « la STEP d’Aïre se distingue par sa qualité architecturale. (…) l’immeuble administratif, le complexe des ateliers et le volume de traitement des boues, dit « Porteous », (affichent) un langage plastique très soigné, qui tire parti de l'expression du béton brut de décoffrage, avec une référence manifeste et parfaitement maîtrisée à l’architecture corbuséenne ». Le « Porteous » tient son nom de la méthode de traitement des boues pratiquée dans ses murs.
Les formes architecturales du bâtiment administratif dit « La Verseuse » ont d’autres similitudes avec les constructions de Le Corbusier de la même période : les pilotis qui le soutiennent, les brise-soleil qui donnent à la façade sa plastique et le toit à caractère sculptural. Ce bâtiment est situé sur une pente et compte six niveaux côté Rhône soutenus par des pilotis, et trois niveaux du côté de l’entrée. Le rez-de-chaussée est libre et vitré, il permet une vue traversante. Les brise-soleil délimitent les étages. Les escaliers sont insérés dans deux tours rondes qui renforcent la plastique générale. La salle de conférences située sur le toit s’ouvre sur le fleuve et un mur posé de biais est là spécialement pour accueillir une fresque. Les matériaux utilisés sont principalement le béton (murs en béton brut, escaliers en béton bouchardé, dallettes pour les sols de l’entrée) ; le bois pour la barrière dans la tour d’escalier et pour les casiers dans les couloirs ; le linoleum pour les sols, « qui n’a pas bougé depuis cinquante ans ».

La Verseuse
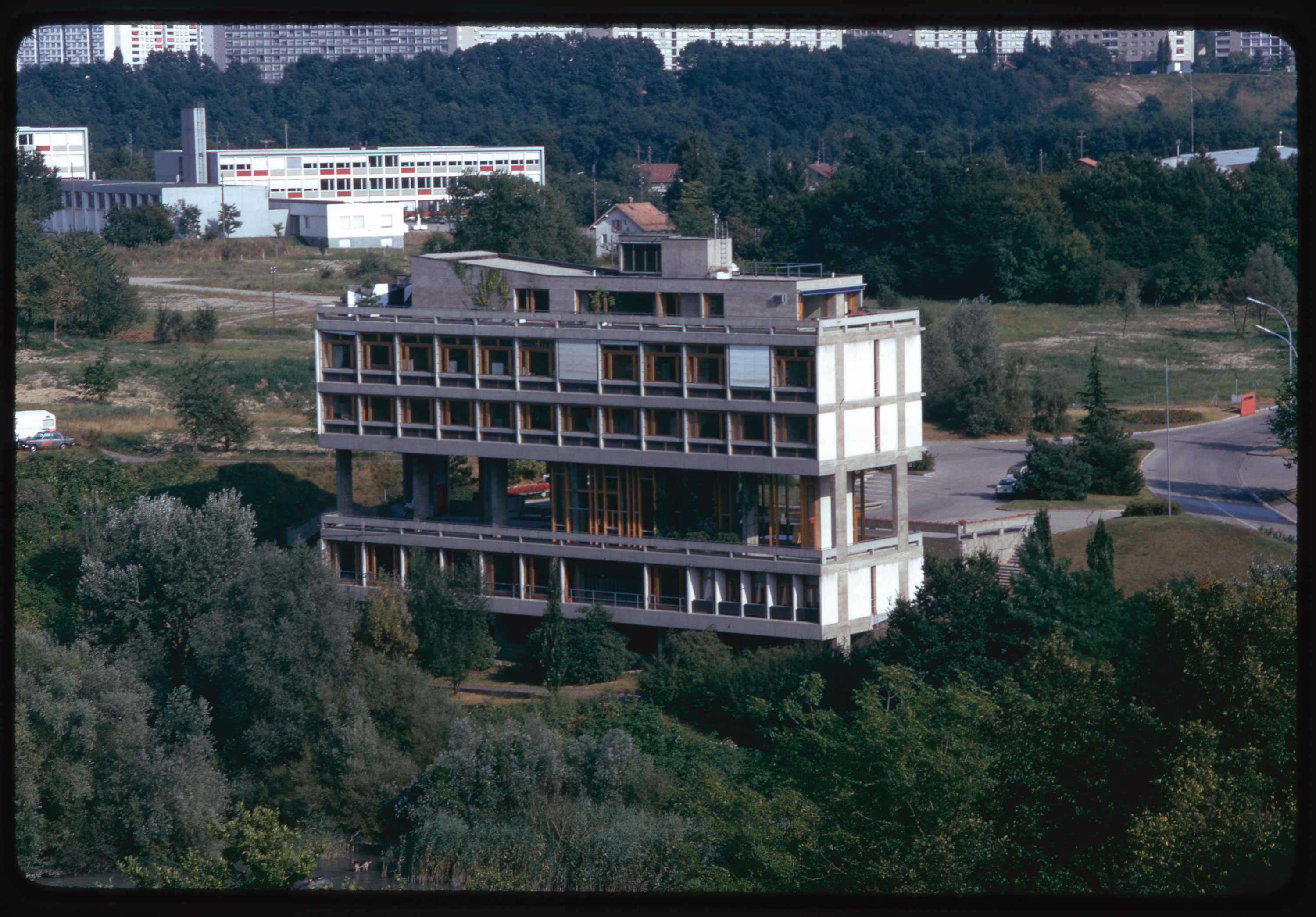
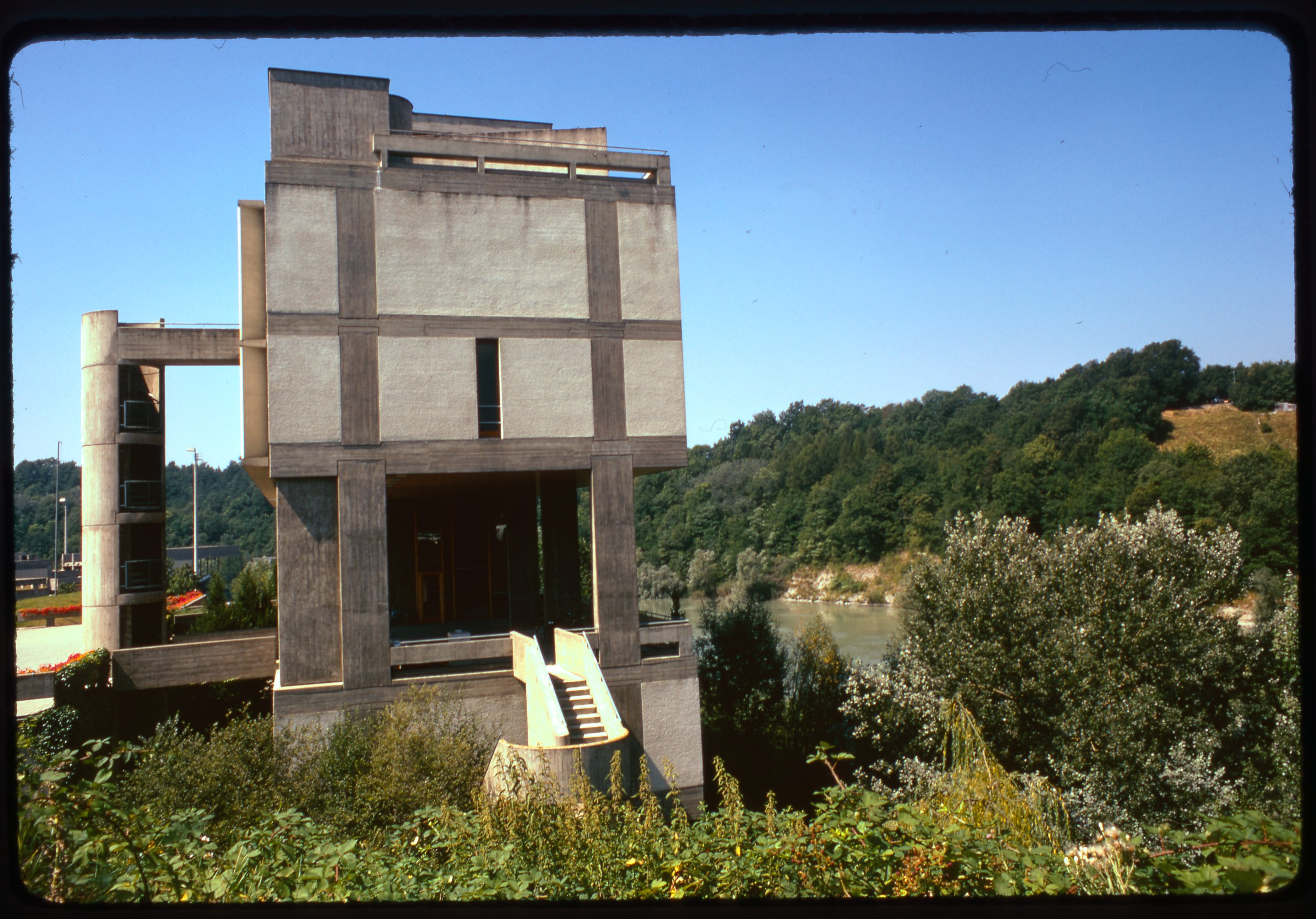
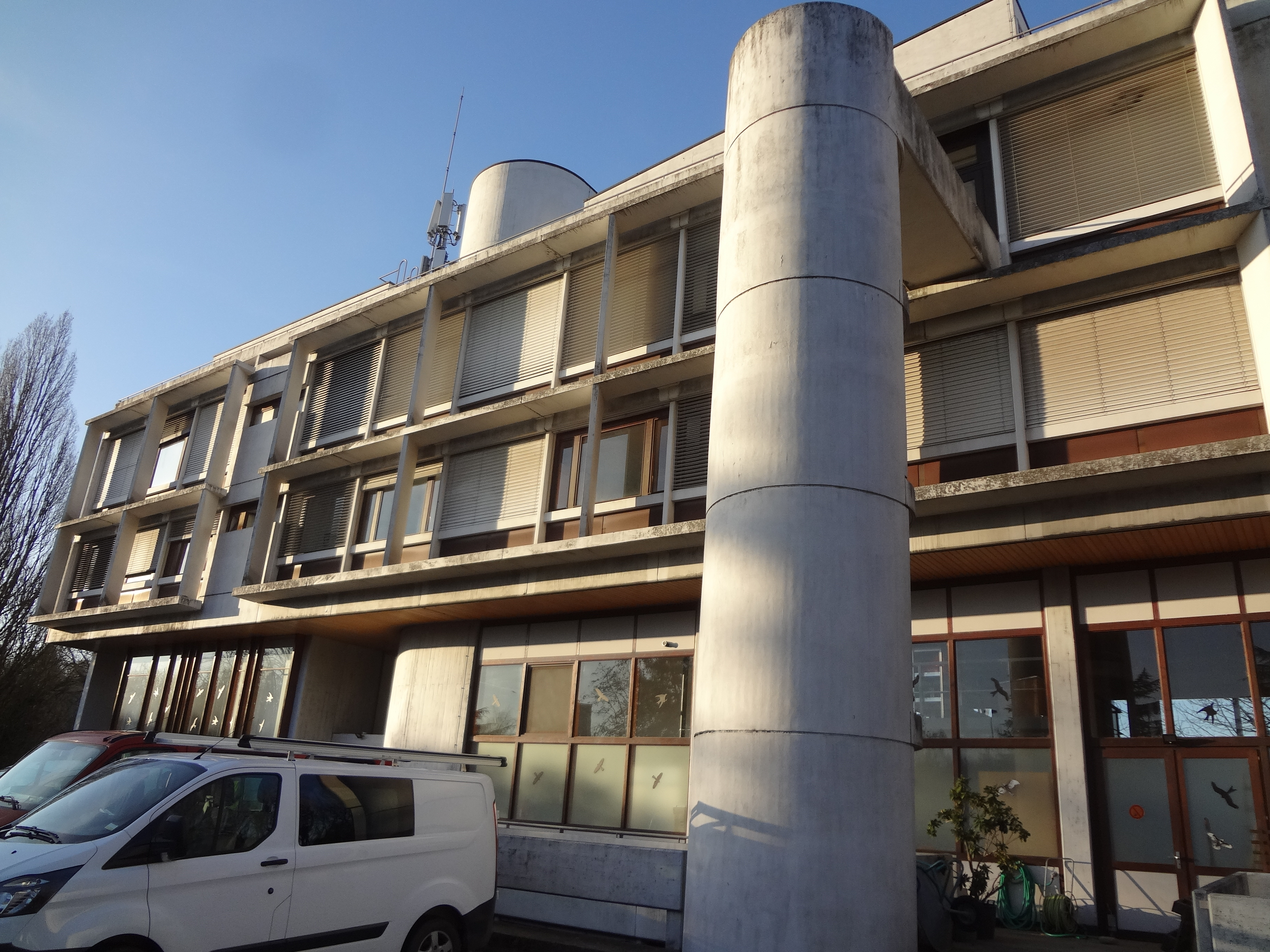
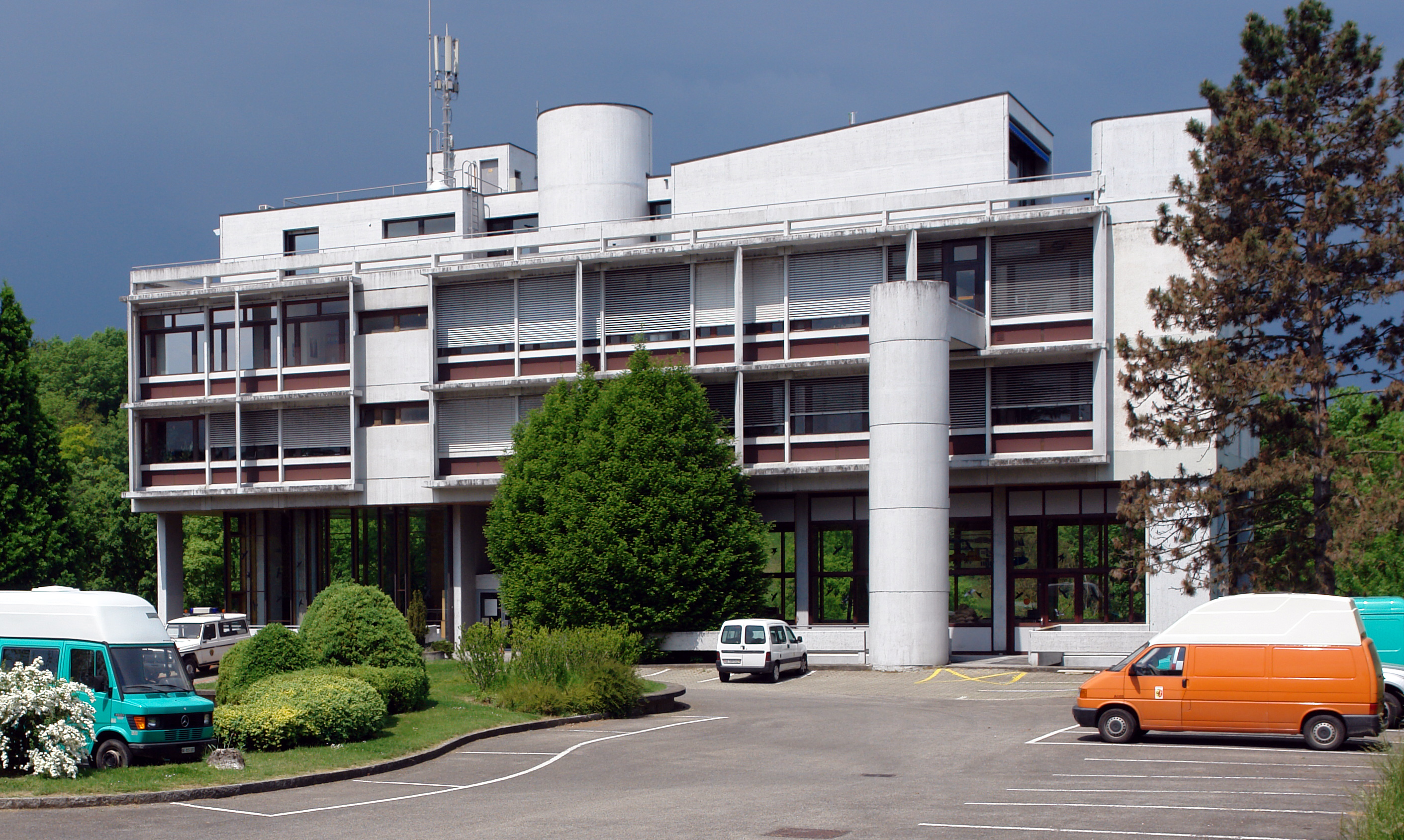
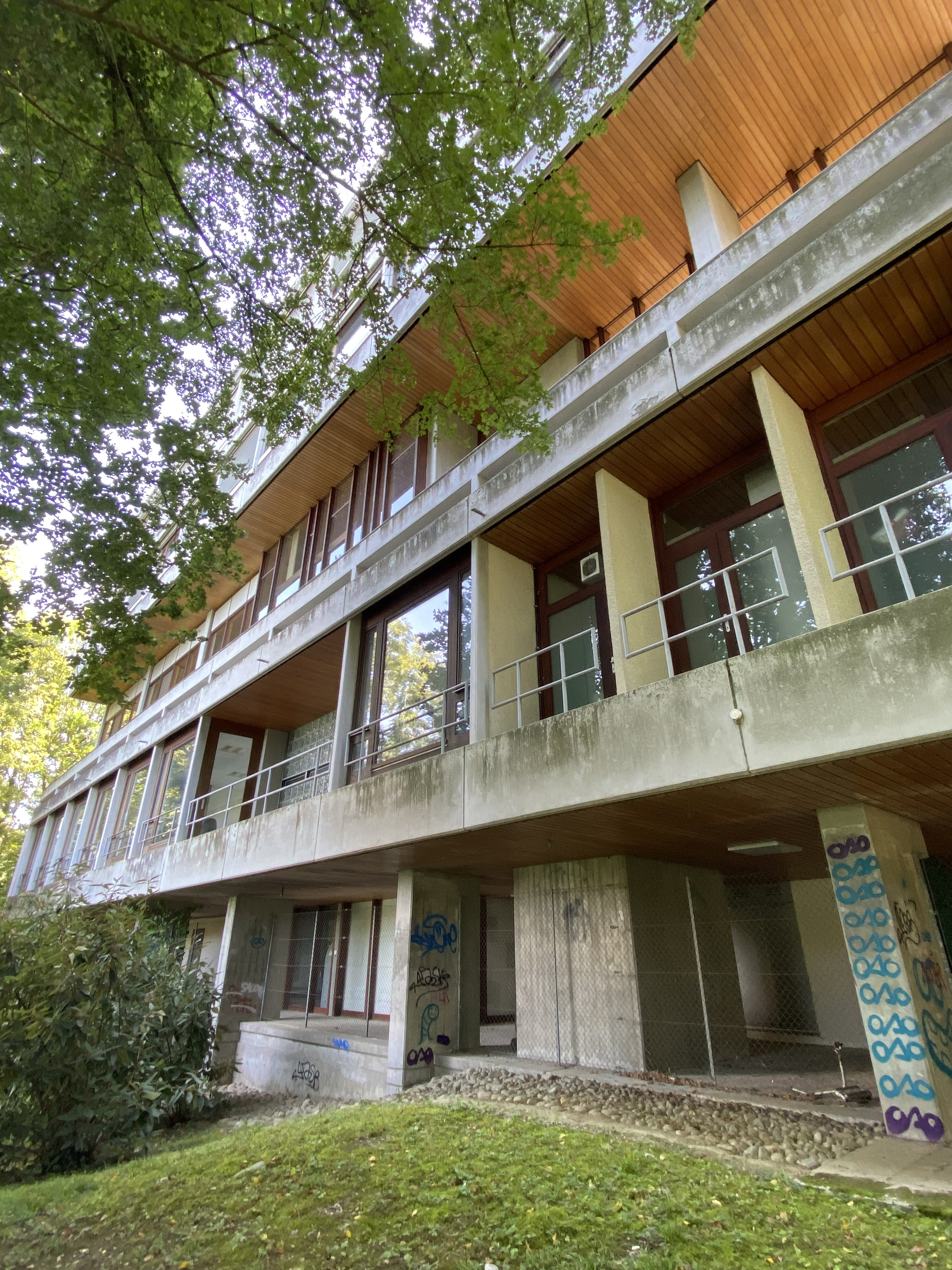

Les grands sites industriels et d'approvisionnement étaient et sont rarement considérés comme des éléments constitutifs du paysage. Cette station d'épuration se situe ainsi d'une certaine manière dans la tradition d'architectes novateurs comme Claude-Nicolas Ledoux ou Tony Garnier[réf. nécessaire].
Dans un article de 1989, Paolo Fumagalli montre qu’avec les choix formels de l'architecte, « les années soixante se présentent ici dans leur pleine maturité : clarté architectonique et fidélité aux canons du Moderne, emphase des volumes, caractère modulaire des structures de chaque bâtiment ainsi que cohérence et sensibilité avec lesquelles chacun des divers corps de bâtiment s'insère dans ce site sensible, celui des rives du Rhône ». Ce même article site Georges Brera qui s’exprime dans une brochure publiée lors de l’inauguration : « Il était nécessaire, écrit Brera, de trouver une échelle commune aux différents ouvrages, et seul l'emploi d'un même matériau, de structure d'échelle correspondante, pouvait assurer une unité à ces éléments disparates », et « Si la recherche d'une échelle commune entre les constructions a été la préoccupation majeure de cette réalisation, la volonté de se lier à la configuration du terrain, d'incorporer les bâtiments dans le site et les rideaux de verdure actuels ou futurs n'a pas été négligée ».
À l’entrée du site, sur une petite élévation, se trouve un monument constitué de plusieurs murs en béton, incurvés, imbriqués, avec une plaque de bronze portant cette citation de Paul Claudel : « Tout ce que le cœur désire peut toujours se réduire à la figure de l'eau » (Positions et propositions).

Monument Paul Claudel
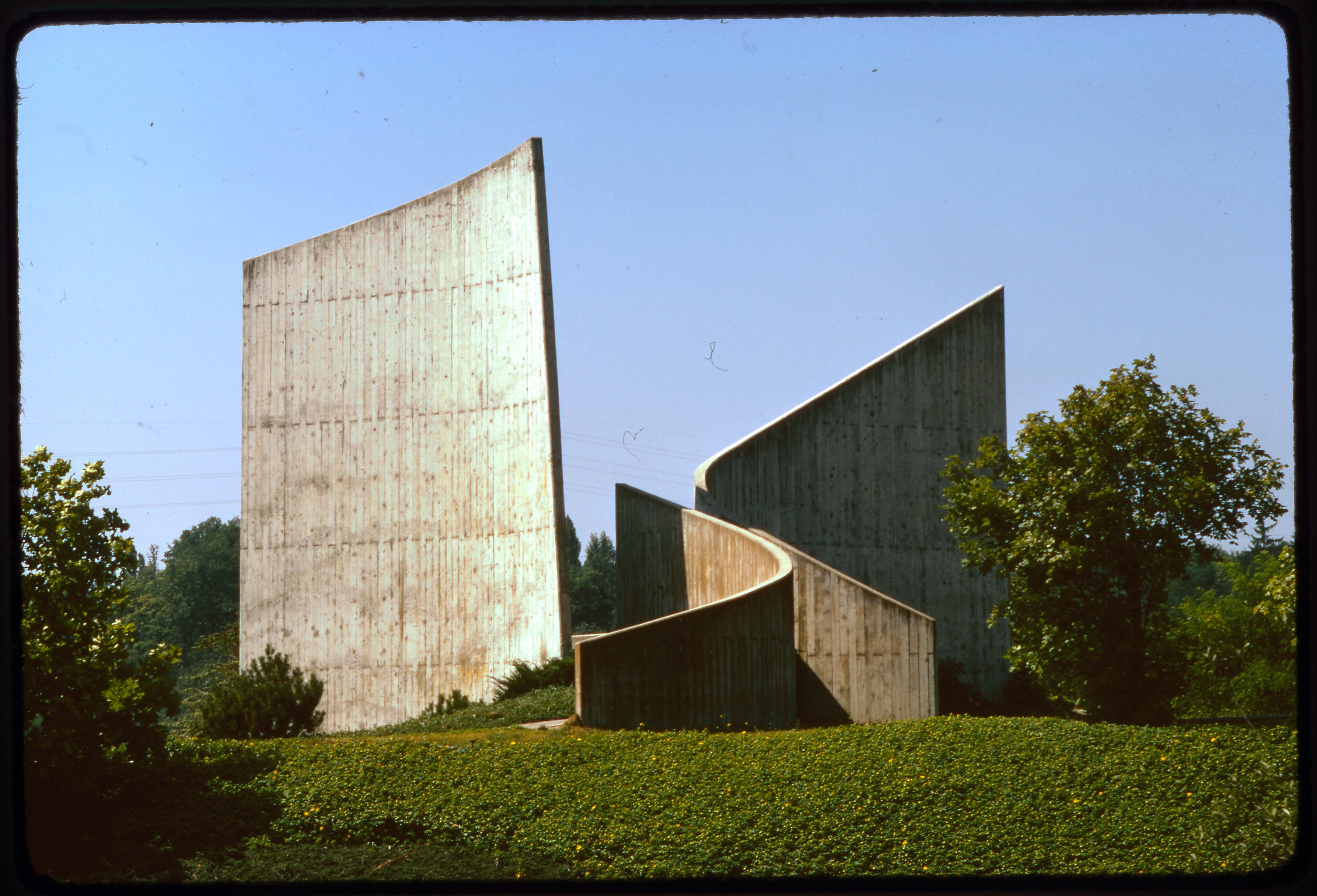
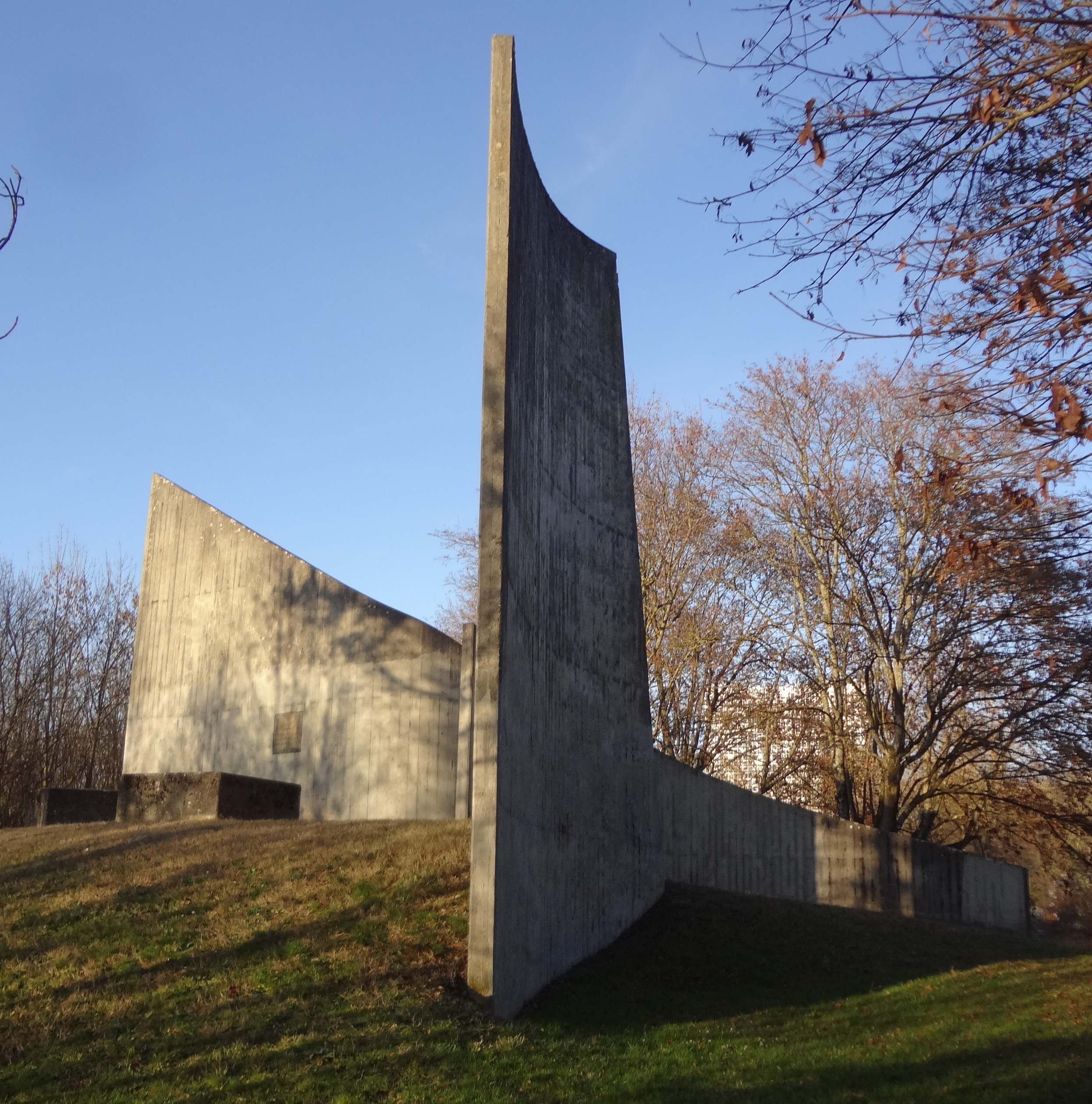
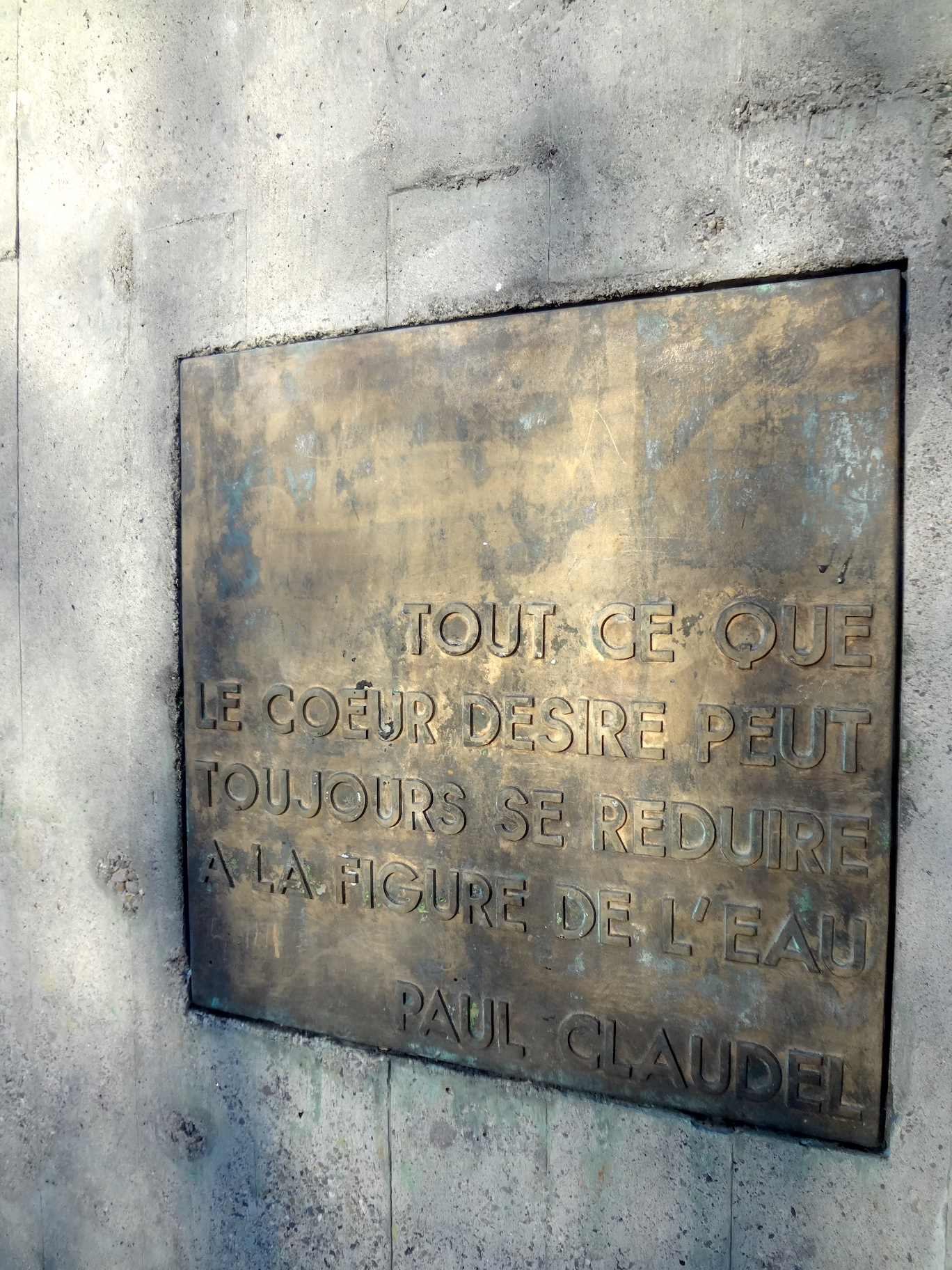

### Problèmes olfactifs
Le voisinage (Le Lignon, Onex, Lancy, Aïre, Loëx) se plaint des odeurs nauséabondes en provenance de la station. Le Conseil d’État assure que l’on étudie les moyens d’y remédier au moins dès 1972. Des mesures sont effectivement prises, mais en 1973 on évalue à (un maximum) de 20 millions de francs si on veut « réellement éliminer une nuisance devenue intolérable ». En 1975, le Grand Conseil adopte un crédit de 9 600 000 francs. On affirme en 1985 que « l’installation est maintenant réputée inodore », après des travaux ayant coûté près de 15 millions de francs. Un crédit de 30 millions de francs est voté par le Grand Conseil en 1993 pour le « remplacement de l’installation de conditionnement thermique et de déshydratation des boues ». En 1990 et 1995, des travaux provoquent temporairement le dégagement d’odeurs. Un programme de modernisation et d’agrandissement est en cours en 1995.

### Raccordements de communes
Une convention est signée en 1989, avec les communes françaises d’Archamps, Bossey et Collonges-sous-Salève, qui seront raccordées au réseau suisse. Les eaux usées de ces communes sont donc désormais traitées à la station d’Aïre. Les communes du Grand-Saconnex (Genève) et de Ferney-Voltaire (France) sont raccordées en 1997.

### Reconstruction
Un crédit de 243 millions de francs est adopté en 1996 par le Grand Conseil pour l’extension et l’adaptation de la station d’épuration.
La station est reconstruite en 1998-2003. Depuis 2013, elle produit du biogaz.
L’assainissement et la rénovation du bâtiment des ateliers ont été achevés en 2009.

### Réaffectations et occupation
Deux bâtiments ne sont plus utilisés par la STEP à la suite des travaux de reconstructions : le bâtiment de traitement des boues (« Porteous ») et le bâtiment administratif (« La Verseuse »). En 2018, les projets de réaffectation vont dans le sens de lieux d’expositions et ateliers d’artistes, ou - concernant Porteous – d’un lieu de détention pour les détenus en fin de peine.
Fin août 2018, le collectif « Prenons la Ville » occupe le bâtiment de Porteous, abandonné depuis plus de vingt ans. Ce nouveau squat genevois soulève des questions politiques. Le Conseil administratif de Genève soutient une affectation culturelle du lieu, « et donc l’occupation », de même que la gauche et les verts, les syndicats et les milieux culturels. D'autre part le Conseil d'État a décidé au printemps déjà une utilisation dans le cadre de sa politique carcérale,. Une nouvelle décision du Conseil d’État en janvier 2019 affecte le bâtiment Porteous au Département de la cohésion sociale, pour la création d’un centre destiné à des projets culturels. Selon le magistrat socialiste responsable de ce département, Thierry Apothéloz, « ce magnifique bâtiment est très intéressant pour y monter un projet culturel ambitieux ». En mars, les occupants acceptent de libérer les lieux, considérés par l’État comme dangereux. Ils restent engagés pour « faire accepter un projet alternatif, non-marchand et participatif ». Concernant la Verseuse, le Conseil d’État envisage d’y accueillir le Département de la sécurité, tandis que la ville de Vernier voudrait qu’il soit consacré à la culture,.

Porteous
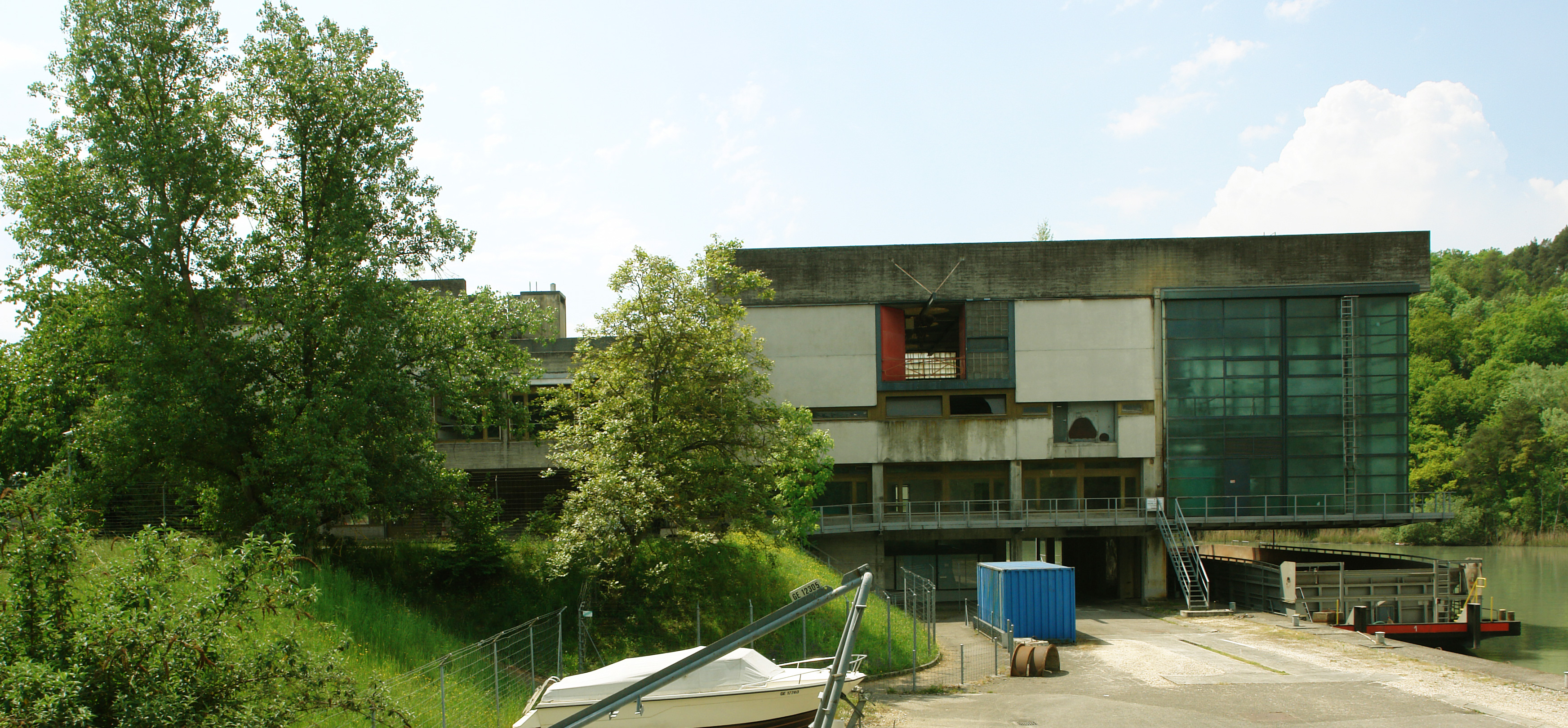
Déchets solides, 2008
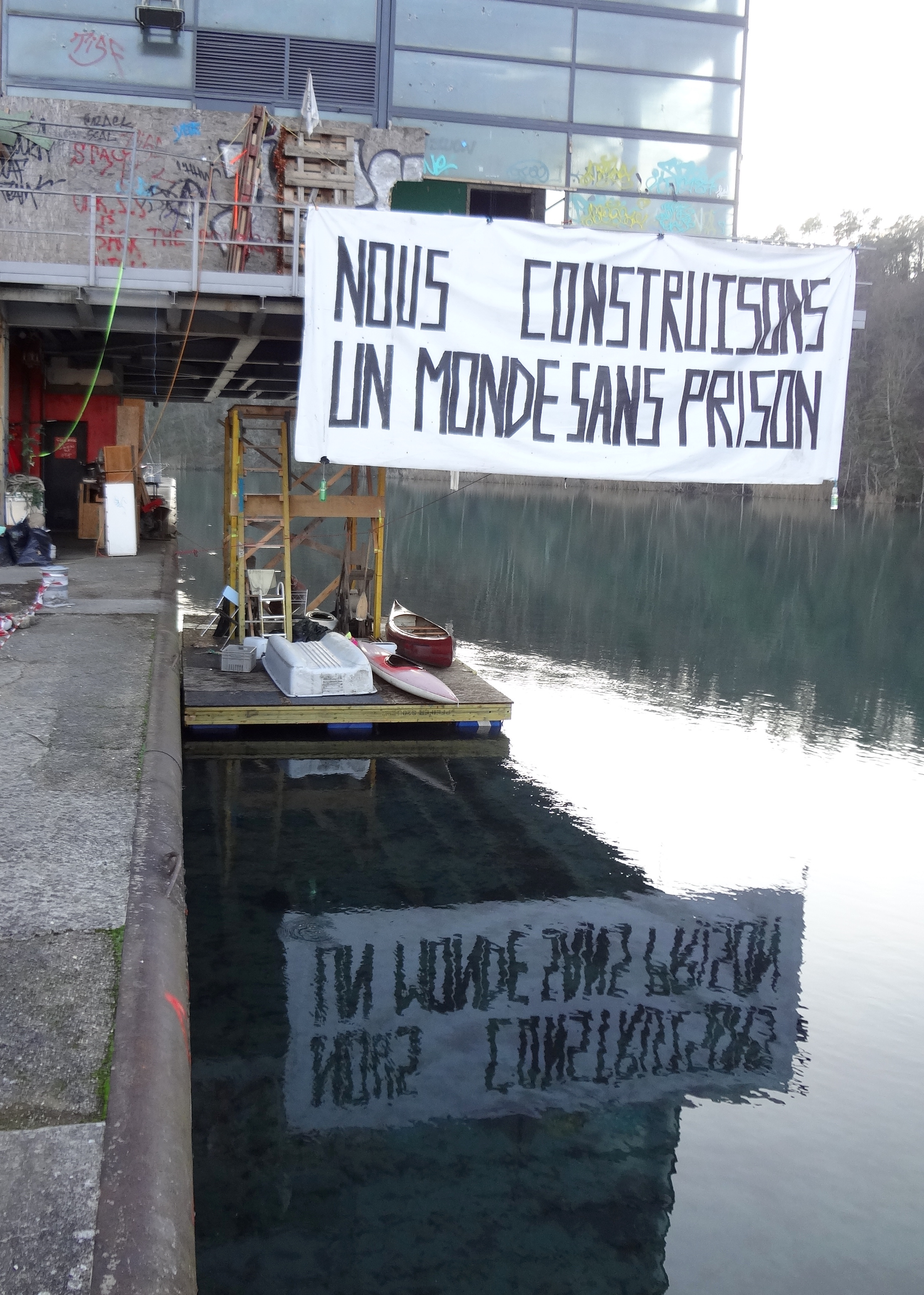
Bâtiment occupé, 2018
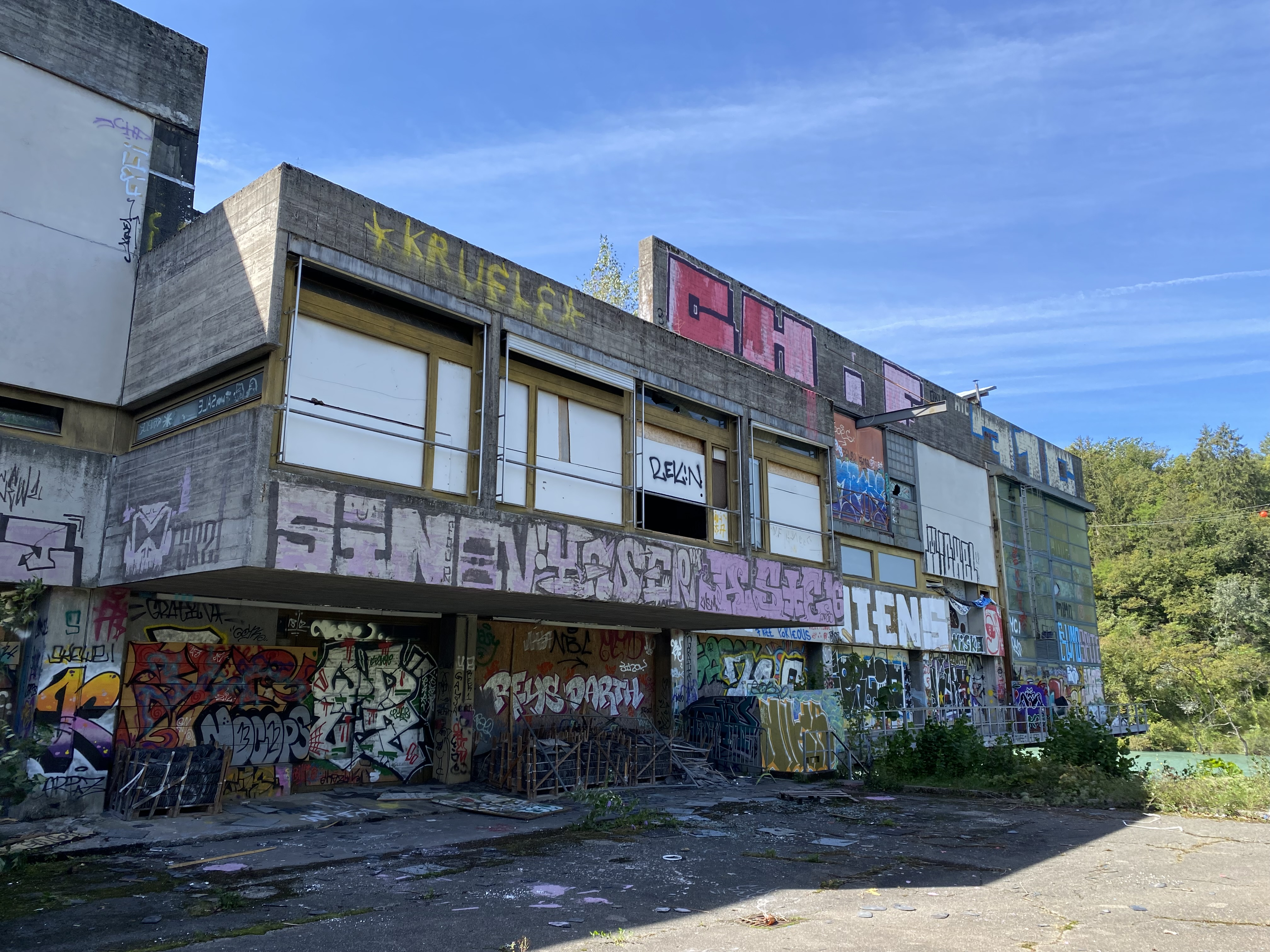
Façade nord, 2024
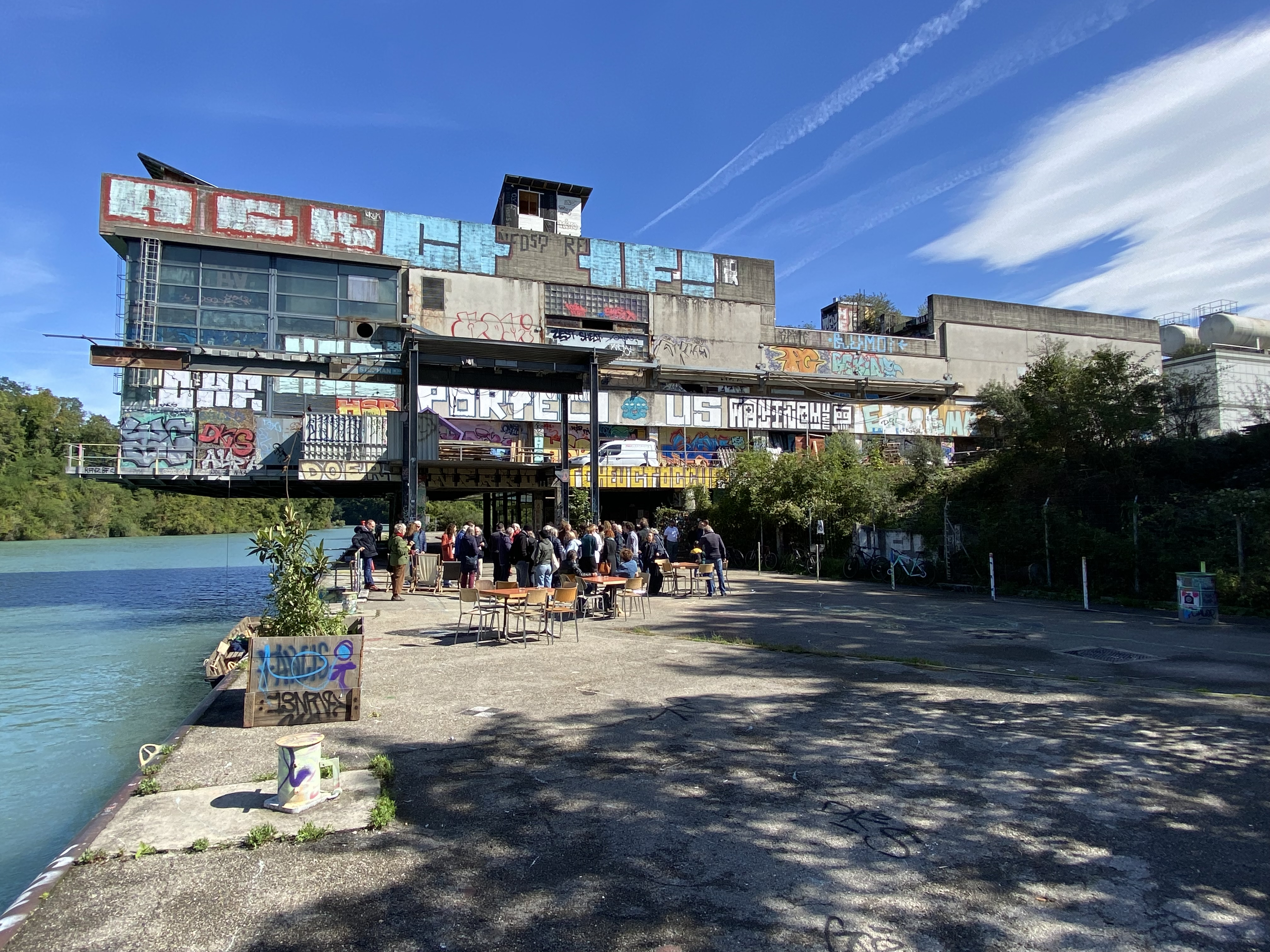
Façade sud, 2024
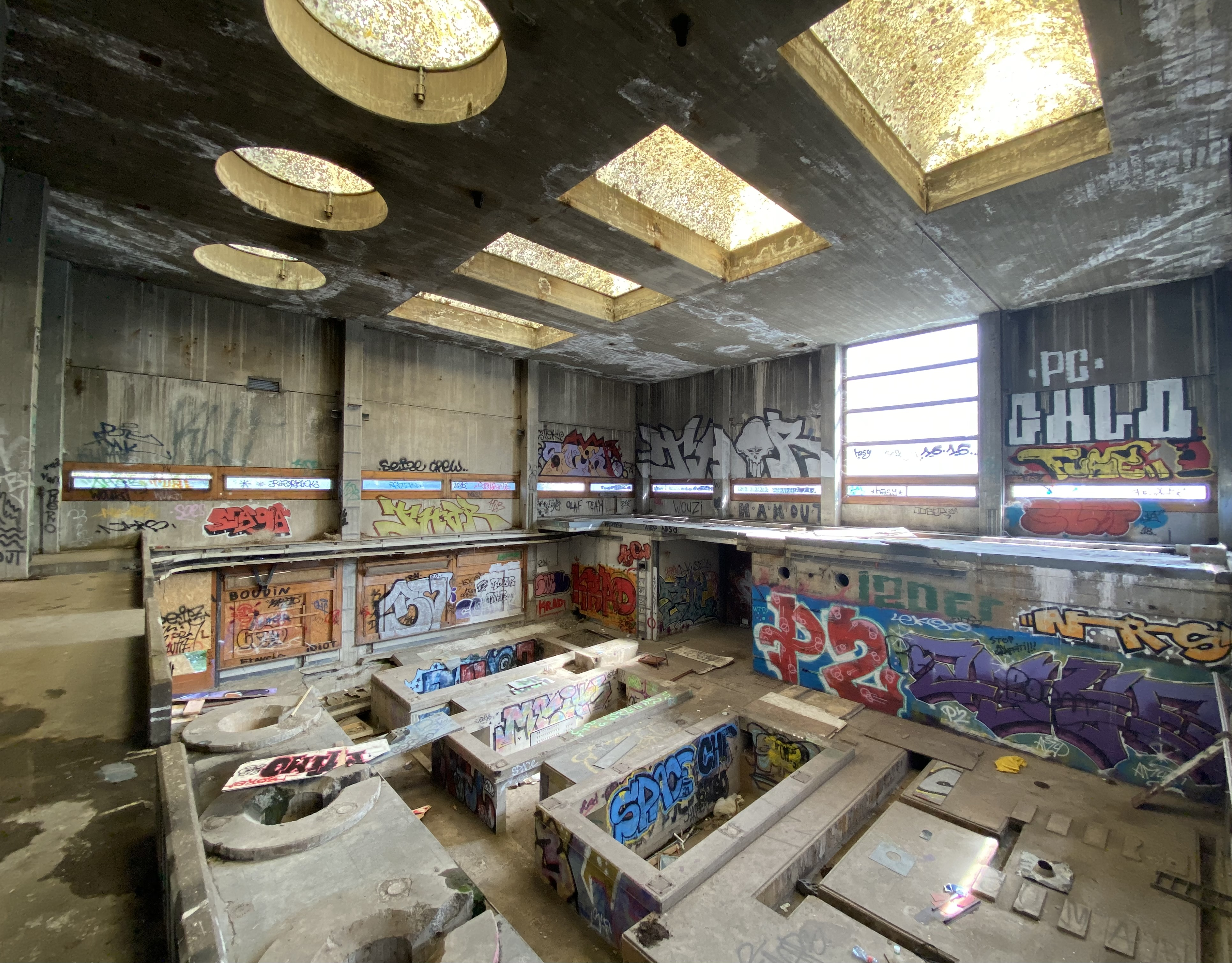
Grande salle, 2024
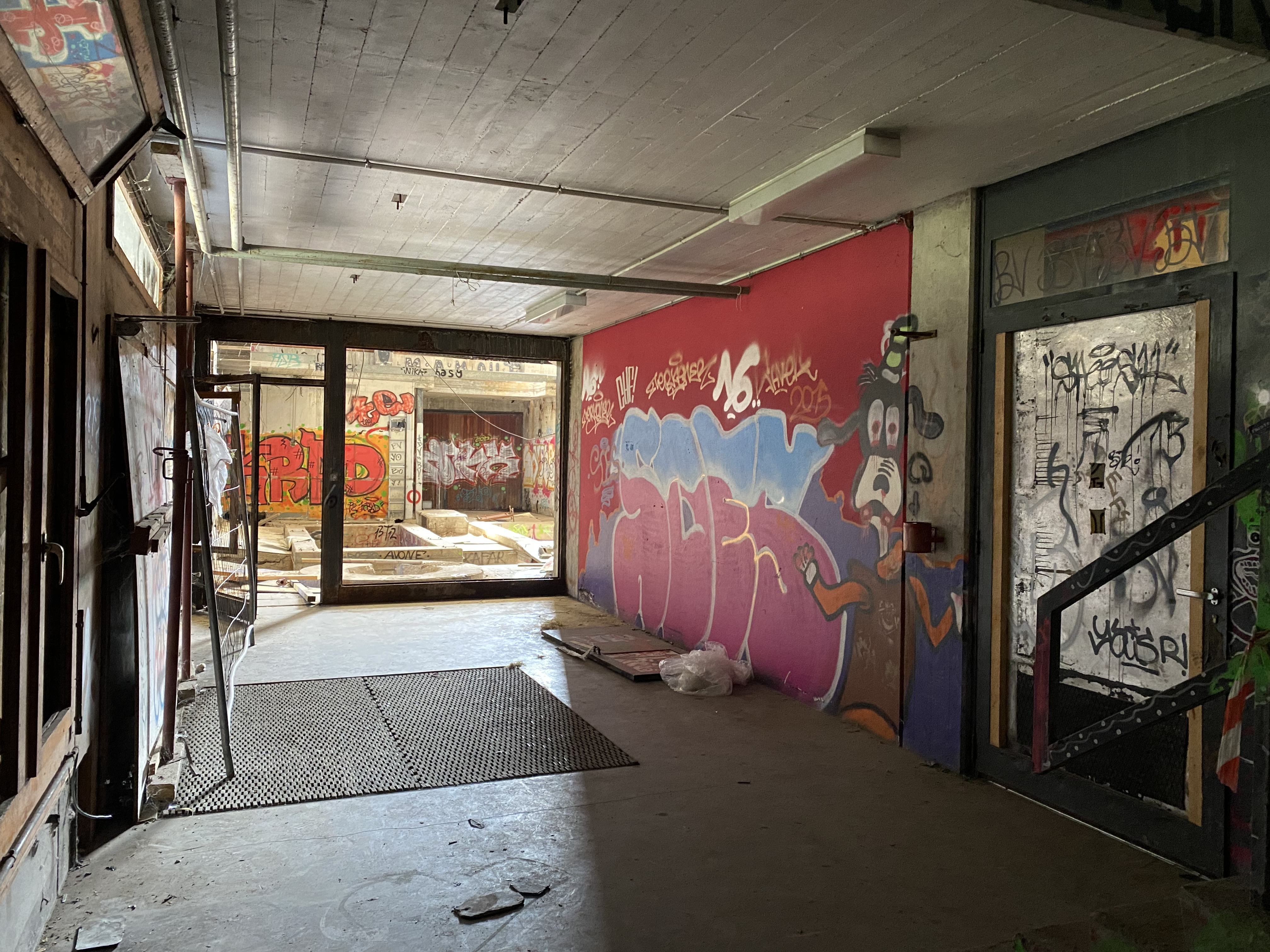
Vestibule, 2024

### Travaux de modernisation de la station d'épuration
Fin novembre 2023, les Services industriels de Genève (SIG) entament des travaux de modernisation de la STEP d'Aïre, la plus grande station d'épuration de Suisse. Ce chantier d'envergure est prévu pour durer cinq ans. Le coût global d’investissement est d’environ 400 millions de francs suisses (CHF),. Le projet a pour but de répondre aux nouvelles normes environnementales suisses,.
La première étape de ces travaux consiste à augmenter la capacité de traitement des eaux usées. L’objectif est d’atteindre une capacité de 1 million d'équivalents-habitants afin de répondre à l’accroissement de la population et au développement économique du canton de Genève. Les performances épuratoires seront également améliorées grâce à l'installation d'un système de traitement des micropolluants. Ce dispositif permettra d’éliminer 80% de ces micropolluants avant rejet de l’eau traitée dans le Rhône, comme l’exige la modification de la loi fédérale sur les eaux en vigueur depuis 2016,.
Une deuxième phase devrait débuter en 2026. Elle prévoit l’optimisation de la filière boue, une nouvelle installation plus efficiente remplacera l’actuelle, arrivée en fin de vie.
La troisième et dernière étape du chantier, qui commencera également en 2026, consistera à installer des pompes à chaleur afin de pouvoir utiliser la chaleur contenue dans les eaux usées. Les calories ainsi récupérées seront utilisées pour alimenter le réseau de chauffage à distance, permettant ainsi de réduire le recours aux énergies fossiles,,.

## Caractéristiques
Les eaux usées viennent de la station de pompage de Saint-Jean, qui donne de l'altitude aux eaux usées de la ville pour qu'elles puissent s'écouler dans le collecteur général jusqu’à Aïre.
En 2009, la station consomme 27 721 MWh. Sa capacité de traitement exprimée en « équivalent-habitant » (60 g de DBO5 par jour) est de 600 000 pour 402 852 habitants raccordés, sa charge polluante tient compte en outre des activités économiques aussi raccordées. En 2009, la charge polluante moyenne monte à 722 428 et la station est donc à 120 % de sa capacité.
La station traite les eaux usées de la ville de Genève, de 24 communes du canton et d’une partie de la région transfrontalière. Elle traite l’ensemble des boues produites par toutes les stations d’épuration du canton et produit près de 8 millions de m3 de biogaz, utilisé pour les besoins en énergie thermique de la station, l’excédent étant injecté dans le réseau de gaz naturel. En 2018, plus de 445 000 habitants sont raccordés (dont 39 000 en France voisine) et plus de 80 % des eaux usées de la région genevoise sont traitées à Aïre. Pas moins de 2 000 litres d'eaux usées arrivent chaque seconde dans la station.

### Architecture
- (de) Christa Zeller, Schweizer Architekturführer ; Band 3: Westschweiz, Wallis, Tessin,  Zurich, Werk Verlag, 1996  (ISBN 3-909145-13-2)
- (de) P. Fumagalli, « Eine Funktion organisieren, eine Form finden, Abwasserreinigungsanlage Aïre-Genf », Werk, Bauen und Wohnen, nos 7/8 « Die 60er Jahre in der Schweiz = Les années 60 en Suisse = The 60ies in Switzerland »,‎ 1989 (ISSN 0257-9332, lire en ligne, consulté le 26 décembre 2018)Résumés en français et en anglais.
- (de) Florian Aigle, Hans Girsberger, Olinde Rangs (éditeurs), Architekturführer Schweiz, Zurich, Architecture Artemis. Réédition complétée, 1978  (ISBN 3-7608-8004-5)

### Eaux usées
- Eaux usées : l’assainissement au quotidien, Le Lignon, Services industriels de Genève, 2011, 31 p. (lire en ligne) – Dont un plan avec les 8 stations d’épurations et les 32 stations de pompage
- Assainissement des eaux usées : Rapport d’exploitation 2009, Le Lignon, Services industriels de Genève, 2010, 32 p. (lire en ligne)
- Yves Maystre, « L’épuration des eaux usées est-elle vraiment utile et nécessaire ? », Journal de Genève, no 226,‎ 28 septembre 1967, p. 11, 14-15 (lire en ligne)Avec une adresse de François Perrot (conseiller d'État) et un plan d’ensemble. L’auteur est alors ingénieur chef de la division de l’assainissement.
- G. K., « Le programme d’assainissement des eaux s’achèvera début 1967 », Journal de Genève, no 179,‎ 4 août 1965, p. 6 (lire en ligne) – Avec plan d’ensemble